# Nazionale maschile under 19 di calcio dei Paesi Bassi
La nazionale di calcio olandese Under-19 è la rappresentativa calcistica Under-19 dei Paesi Bassi ed è sotto il coordinamento della Federazione calcistica dei Paesi Bassi, di cui colore principale è l'arancione (oranje in olandese). Partecipa al campionato europeo di categoria, che si tiene annualmente.

## Partecipazioni all'Europeo Under-19
| Anno   | Piazzamento     | G               | V               | N*              | P               | GF              | GS              |                 |
| ------ | --------------- | --------------- | --------------- | --------------- | --------------- | --------------- | --------------- | --------------- |
| 2002   | Non qualificata | Non qualificata | Non qualificata | Non qualificata | Non qualificata | Non qualificata | Non qualificata | Non qualificata |
| 2003   | Non qualificata | Non qualificata | Non qualificata | Non qualificata | Non qualificata | Non qualificata | Non qualificata | Non qualificata |
| 2004   | Non qualificata | Non qualificata | Non qualificata | Non qualificata | Non qualificata | Non qualificata | Non qualificata | Non qualificata |
| 2005   | Non qualificata | Non qualificata | Non qualificata | Non qualificata | Non qualificata | Non qualificata | Non qualificata | Non qualificata |
| 2006   | Non qualificata | Non qualificata | Non qualificata | Non qualificata | Non qualificata | Non qualificata | Non qualificata | Non qualificata |
| 2007   | Non qualificata | Non qualificata | Non qualificata | Non qualificata | Non qualificata | Non qualificata | Non qualificata | Non qualificata |
| 2008   | Non qualificata | Non qualificata | Non qualificata | Non qualificata | Non qualificata | Non qualificata | Non qualificata | Non qualificata |
| 2009   | Non qualificata | Non qualificata | Non qualificata | Non qualificata | Non qualificata | Non qualificata | Non qualificata | Non qualificata |
| 2010   | Primo turno     | 3               | 1               | 0               | 2               | 3               | 8               |                 |
| 2011   | Non qualificata | Non qualificata | Non qualificata | Non qualificata | Non qualificata | Non qualificata | Non qualificata | Non qualificata |
| 2012   | Non qualificata | Non qualificata | Non qualificata | Non qualificata | Non qualificata | Non qualificata | Non qualificata | Non qualificata |
| 2013   | Primo turno     | 3               | 1               | 0               | 2               | 6               | 9               |                 |
| 2014   | Non qualificata | Non qualificata | Non qualificata | Non qualificata | Non qualificata | Non qualificata | Non qualificata | Non qualificata |
| 2015   | Primo turno     | 3               | 1               | 1               | 1               | 2               | 2               |                 |
| 2016   | Primo turno     | 4               | 1               | 0               | 3               | 8               | 11              |                 |
| 2017   | Semifinale      | 4               | 1               | 1               | 2               | 5               | 3               |                 |
| 2018   | Non qualificata | Non qualificata | Non qualificata | Non qualificata | Non qualificata | Non qualificata | Non qualificata | Non qualificata |
| 2019   | Non qualificata | Non qualificata | Non qualificata | Non qualificata | Non qualificata | Non qualificata | Non qualificata | Non qualificata |
| 2022   | Non qualificata | Non qualificata | Non qualificata | Non qualificata | Non qualificata | Non qualificata | Non qualificata | Non qualificata |
| 2023   | Non qualificata | Non qualificata | Non qualificata | Non qualificata | Non qualificata | Non qualificata | Non qualificata | Non qualificata |
| 2024   | Non qualificata | Non qualificata | Non qualificata | Non qualificata | Non qualificata | Non qualificata | Non qualificata | Non qualificata |
| 2025   | Campione        | 5               | 5               | 0               | 0               | 13              | 3               |                 |
| Totale | 6/22            | 22              | 10              | 2               | 10              | 37              | 36              |                 |